# Klooster Sint-Remaclus (Wavreumont)
Het klooster Saint-Remacle is een benedictijnerklooster in het gehucht Wavreumont, tussen Stavelot en Malmedy in de Belgische Ardennen op een van de hoogste heuvels in de bossen die de Warche overzien. Een twintigtal monniken  leven er overeenkomstig de Regula Benedicti met bijzondere aandacht voor het liturgisch getijdengebed, onthaal van gasten en handenarbeid:
- De monniken komen viermaal per dag bijeen in de kerk om "Gods lof te zingen" in wat de heilige Benedictus van Nursia het Opus Dei (werk Gods) noemt, namelijk bidden en het opdragen van de eucharistie.
- Een nabij gelegen gastenhuis ontvangt gasten die spirituele herbronning zoeken in de stilte en willen deelnemen aan de getijdengebeden van de monniken. Een ander, iets verder afgelegen huis (le Mambré) ontvangt zelfvoorzienende groepen.
- De monniken bestieren binnen de muren van het klooster een kleine fabriek van industriële verven en producten voor de bosbouw. Deze producten zijn de belangrijkste bron van inkomsten voor het klooster. Enkele monniken verzorgen tevens pastorale diensten in de omliggende parochies.

## Geschiedenis
In 1950 werd het klooster gesticht door monniken afkomstig van de Leuvense abdij van Keizersberg. Het ontleent zijn naam en tradities aan de heilige Remaclus die in de 7de eeuw de abdijen van Malmedy en Stavelot stichtte. Deze bleven actief tot de Franse Revolutie aan het einde van de 18e eeuw. Het nieuwe klooster in Wavreumont werd opgetrokken in een duidelijke en strakke moderne architectuur. In 1966 werd het een "conventuele priorij"
Het klooster heeft een kleine gemeenschap gesticht te Lima (Peru), waarvan de verantwoordelijkheid is overgenomen door een religieuze lekenfraterniteit. In 1998 hebben de monniken van Wavreumont een nieuwe priorij geopend in Chucuito (Peru) aan de oevers van het Titicacameer, op bijna 4000 meter hoogte.